# The American Enterprise
The American Enterprise – amerykański magazyn polityczny wydawany przez American Enterprise Institute w Waszyngtonie. Linia programowa gazety opierała się na akcentowaniu roli wolnego rynku oraz na neokonserwatywnym podejściu do polityki zagranicznej Stanów Zjednoczonych.
W 2007 roku został zamknięty, a jego kontynuacją jest magazyn „The American”.